# 太安乡 (玉龙县)
太安乡，是中华人民共和国云南省丽江市玉龙纳西族自治县下辖的一个乡镇级行政单位。

## 行政区划
太安乡下辖以下地区：
太安村、海西村、天红村、吉子村、汝南村和红麦村。